# 툼 레이더 (2001년 영화)
《툼 레이더》(영어: Lara Croft: Tomb Raider)는 2001년 공개된 영화로 게임 《툼 레이더》를 원작으로 한다.

## 줄거리
라라 크로프트는 탁월한 생존력을 자랑하는 모험가로, 대저택에서 기술자인 브라이스와 집사인 힐러리와 함께 살고 있다. 그녀의 아버지인 고고학자 리처드 크로프트 경은 20년 전 실종되어 사망한 것으로 알려졌다. 라라는 아버지를 줄곧 그리워하고 있었으며, 아버지의 기일이 되자 침울해한다. 한편, 비밀 조직 일루미나티는 고대 마야인들의 보물인 빛의 삼각형의 행방을 찾아다니고 있었다. 빛의 삼각형은 5천 년에 한 번 행성이 직렬로 늘어서는 때, 시간을 지배하는 힘을 준다고 하는 보물이다. 행성 정렬의 첫 번째 단계가 이루어지는 날, 초조해진 일루미나티는 맨프레드 파월에게 삼각형을 찾을 것을 지시한다.
그날 밤, 라라의 꿈에 아버지가 나타나 빛의 삼각형을 이야기한다. 꿈에서 꺤 라라는 시계의 초침 소리를 듣고 저택 안에서 수수께끼의 시계를 발견한다. 라라는 이 시계를 아버지의 친구인 시계공 윌슨에게 보이기로 한다. 윌슨을 만나러 간 학회장에서 라라는 옛 동료 알렉스 웨스트와 재회한다. 사적인 이익만을 추구하는 모험가 웨스트를 라라는 받아들일 수 없었다. 이후, 라라가 가져온 시계를 본 윌슨은 맨프레드 파월이란 남자를 만나보라고 알린다(윌슨은 일루미나티의 일원이었다). 라라는 파월에게 시계 사진을 보여주었는데, 정작 파월은 짐짓 모르는 척하며 넘겼다. 그날 밤 특수부대가 라라의 저택을 습격하는 사태가 벌어진다. 라라는 특수부대를 처단하지만 결국 시계를 빼앗기고 만다.
다음 날 아침 라라는 아버지로부터 온 편지를 받는다. 편지에는 시계가 빛의 삼각형의 쪼개진 두 조각을 찾는 열쇠이며, 일루미나티보다 먼저 삼각형을 찾아 파괴할 것을 부탁하는 내용이 쓰여 있었다. 라라는 삼각형의 한 쪽이 숨겨진 캄보디아 앙코르 유적으로 향한다. 이미 파월과 웨스트가 유적을 조사하고 있었다. 라라는 꾀를 내어 그들보다 먼저 삼각형 조각을 손에 넣고, 침입자를 공격하는 수호자 조각상을 격퇴한 후 탈출한다.
선수를 뺏긴 파월은 라라를 베네치아로 불러내어 협상을 시도한다. 라라에게 파월은 그녀의 아버지 리처드 경이 일루미나티의 일원이었으며, 삼각형의 힘을 얻으면 아버지를 되살리겠다고 제안한다. 라라는 결국 제안을 받아들이고, 파월과 웨스트, 일루미나티와 함께 삼각형의 나머지 조각이 숨겨진 시베리아의 유적으로 향한다. 그 안에는 거대한 태양계 모형이 있었고, 곧 행성 정렬이 일어나면서 모형이 활성화된다. 라라는 모형 안으로 들어가 삼각형의 나머지 조각을 찾는 데 성공한다.
파월은 라라가 가져온 조각으로 삼각형을 합쳐 보려 하지만 어째선지 실패했고, 삼각형을 완성하는 방법을 라라가 쥐고 있음을 깨닫는다. 이에 파월은 냅다 웨스트에게 칼을 찔러 죽이고, 라라가 삼각형의 힘으로 웨스트와 아버지를 살리도록 유도한다. 라라는 어쩔 수 없이 삼각형을 합쳤고, 시공간을 벗어나 아버지와 다시 만난다. 아버지는 라라에게 자신을 구하지 말고 삼각형을 없앨 것을 당부한다. 라라는 유적으로 돌아와, 삼각형의 힘으로 파월이 웨스트를 찌른 순간으로 돌아가 칼을 파월에게 겨눈 뒤, 삼각형을 파괴한다. 곧 유적이 무너지기 시작한다. 떠나려는 라라와 웨스트에게, 아직 숨이 붙어 있던 파월이 리처드 경의 회중시계를 꺼내 보이며 자신이 그를 죽였음을 시인한다. 라라는 파월과 격투를 벌여 그를 죽이고, 유적에서 탈출한다.
모든 것이 끝나고 라라는 다시 일상으로 돌아와 모험을 이어간다.

## 배역
- 안젤리나 졸리/레이철 애플턴(아역) - 라라 크로프트
- 이언 글렌 - 맨프레드 파월
- 존 보이트 - 리처드 크로프트 경
- 대니얼 크레이그 - 알렉스 웨스트
- 노아 테일러 - 브라이스
- 리처드 존슨 - 일루미나티 회원
- 크리스 배리 - 힐러리
- 줄리언 린드텃 - 미스터 핌스
- 레슬리 필립스 - 윌슨
- 로버트 필립스 - 줄리어스

## 한국판 성우진(KBS) (2002년 9월 21일)
- 이선 - 라라 크로포트(안젤리나 졸리)
- 이완호 - 리차드 크로프트 경(존 보이트)
- 오세홍 - 맨프레드 파웰(이언 글렌)
- 김준 - 알렉스 웨스트(대니얼 크레이그)
- 임종국 - 윌슨(레슬리 필립스)
- 안종국 - 일루미나티 회원(리처드 존슨)
- 홍승섭 - 브라이스(노아 테일러)
- 김관진 - 힐러리(크리스 베리)
- 김소형 - 줄리어스(로버트 필립스) / 택배원(실바노 클라크)
- 오인성 - 미스터 핌스(줄리언 린드텃)
- 이장원 - 경매가(헨리 윈담) / 수도승(오지 유에)

## 같이 보기
- 비디오 게임을 원작으로 한 영화 목록